# 王屏 (少将)
王屏（1919年—2007年6月8日），原名李世馪，江西省兴国县埠头乡凤岗村人，中国人民解放军开国少将。第六、七届全国政协委员。

## 生平
1930年加入共产主义儿童团任乡儿童团团长。1932年参加反帝大同盟。1933年参加中国工农红军。1933年6月加入中国共产主义青年团，1934年转党。历任红三军团第六师政治部宣传员、学员、红三军团政治保卫局收发员科员、宣传队分队长。1937年初到东北军第六十七军从事统一战线工作。红军前敌总政治部保卫部技术书记等职
抗战爆发后，历任第二战区民族革命战争战地总动员委员会政治服务队指导员、察绥游击军第五支队政治处副主任、察绥游击军第二支队政治处代主任、战动总会察南雁北敌区工作团（雁北察南十三县办事处）锄奸部长兼武装部长、1939年任中共晋察冀中央分局秘书、晋察冀抗战建国学院军训部主任、冀中区党委社会部调查科长。1943年入中共中央党校学习。 
抗战胜利后，1945年9月2日负责一个干部中队随延安干部大队出发，昼夜兼程，于10月初到达沈阳，分配在东北局社会部任调查科副科长。1946年1月25日出任中共鞍山市委社会部长兼公安局长，带领7名干部从辽宁省分委驻地本溪于1月底到达鞍山，鞍山市委书记兼市长陈祖赛（即刘艺明），市保安司令赵国泰；前任公安局长王静野改任市文教局长。1946年4月初，鞍山市公安局全体人员撤出市区，带其中部分人员到辽宁三分区。任辽宁三分区副政治委员兼政治部主任、东北人民解放军独立第十四师（第一六五师）政治部主任、第163师副政治委员等职
中华人民共和国成立后，历任师政治委员、辽东军区副政治委员兼政治部主任、第六十四军第二副政治委员兼政治部主任、辽宁省军区副政治委员、第四十军政治委员、沈阳军区政治部副主任、1966年夏初调任中共中央外事政治部副主任，保障在北京召开的53个国家代表，5个国际组织的观察员出席为期13天的亚非作家会议。中国科学院政治部主任、1979年任军委装甲兵副政治委员。
1955年被授予少将军衔，荣获三级八一勋章、二级独立自由勋章、二级解放勋章和一级红星功勋荣誉章。